# Orde voor Verdiensten voor Sarawak
De Orde voor Verdiensten voor Sarawak, in het Maleis "Darjah Jasa Bakti Sarawak" en in het Engels "Order of Meritorious Service to Sarawak" geheten werd in 1997 door de Commissaris des Konings van het Maleisische territorium Sarawak ingesteld. De leden dragen een lint in de kleuren van het wapen van Sarawak op de linkerborst en de letters DJBS achter hun naam.